# Seeker
Seeker è un romanzo di fantascienza dello scrittore statunitense Jack McDevitt pubblicato nel 2005.
Nel 2006 il romanzo ha vinto il Premio Nebula per il miglior romanzo.
Il romanzo è il quarto della "serie Alex Benedict", composta da un totale di otto libri incentrati sugli effetti del primo contatto tra l'Umanità ed una razza aliena.

## Trama
La storia è ambientata 10.000 anni nel futuro, dopo che l'umanità si è espansa colonizzando innumerevoli altri sistemi solari. Alex Benedict, commerciante di oggetti d'antiquariato, e la sua collaboratrice, Chase Kolpath, sono xenoarcheologi impegnati nella ricerca di basi abbandonate e di astronavi deserte per raccogliere e rivendere oggetti di valore.
La loro società, la "Rainbow Enterprises", viene contattata da Amy Kolmer, una donna che chiede di accertare il valore di una strana coppa ricoperta da iscrizioni in lingua arcaica. Analisi successive rivelano che la coppa è antica di 9000 anni e dal valore inestimabile: la scritta riporta il nome di una delle prime astronavi capaci di raggiungere velocità superiori a quella della luce, la Seeker. L'astronave trasportava i membri di una congregazione terrestre osteggiata dal regime dittatoriale statunitense, i "Margoliani", diretti verso una stella segreta, per stabilire una colonia su un nuovo pianeta.
Superando le ritrosie di Amy a rivelare la provenienza della tazza, Alex e Chase scoprono la sua origine e, ripercorrendo il percorso della Seeker e dei suoi passeggeri, tentano di ritrovare la colonia di "Margolia", da tempo dimenticata.

## Edizioni
- (EN) Jack McDevitt, Seeker, 1ª ed., New York, Ace Books, 2005, ISBN 978-0-441-01329-6.
- (DE) Jack McDevitt, Die Suche, traduzione di Frauke Meier, Bastei Lübbe Science Fiction & Fantasy, n. 24362, Colonia, Bastei Lübbe, 2008, ISBN 978-3-404-24362-4.
- Jack McDevitt, Seeker, traduzione di Gaetano Staffilano, Urania, n. 1546, Milano, Mondadori, 2009.
- (FR) Jack McDevitt, Seeker, traduzione di Michèle Zachayus, Folio SF, n. 467, Parigi, Gallimard, 2013, ISBN 978-2-07-044608-7.